# Цадаса, Гамзат
Гамзат Цадаса́ (9 (21) августа 1877 — 11 июня 1951) — аварский советский поэт и драматург, переводчик, государственный деятель. Народный поэт Дагестанской АССР (1934). Лауреат Сталинской премии второй степени (1951). Отец Расула Гамзатова и Гаджи Гамзатова.

## Биография
Родился 9 (21) августа 1877 года в ауле Цада (ныне Хунзахский район Дагестана) в семье крестьянина-бедняка. Его фамилия «Цадаса» является псевдонимом и происходит от названия аула «Цада» (в переводе с аварского — «из Цада»). Рано стал сиротой, его отец Юсупил Магома умер, когда ему было 7 лет, вскоре умерла и его мать.
Учился в медресе. В течение трёх лет был имамом и судьёй в родном ауле Цада. Позднее отказался от этого звания. Некоторое время работал на железной дороге и на лесосплаве. В 1908—1917 годах занимался сельским хозяйством (хлебороб). В 1917—1919 годах Гамзат Цадаса был членом Хунзахского шариатского суда. В 1921—1922 годах работал редактором газеты «Красные горы», где печатал свои первые стихи.
В 1922—1923 годах семья Гамзата Цадасы жила в селении Средний Арадирих Аварского округа, где он работал имамом (дибиром) мечети. Там 8 сентября 1923 года и родился его сын Расул (Магомедрасул), ставший выдающимся поэтом.
В 1923—1925 годах был председателем шариатского суда. В 1925—1932 годах работал делопроизводителем Хунзахского райисполкома. В 1932—1933 годах работал секретарём редакции районной газеты «Горец». С 1925 года Гамзат Цадаса был бессменным депутатом Хунзахского районного Совета депутатов трудящихся. Член СП СССР с 1934 года. Делегат I съезда советских писателей с правом совещательного голоса. В 1934 году избран членом ЦИК Дагестана. С 1950 года был избран депутатом ВС СССР 3-го созыва, а также вторично избран депутатом ВС Дагестанской АССР.
Умер 11 июня 1951 года в Махачкале. Похоронен в центре города (Проспект Расула Гамзатова).

## Творчество

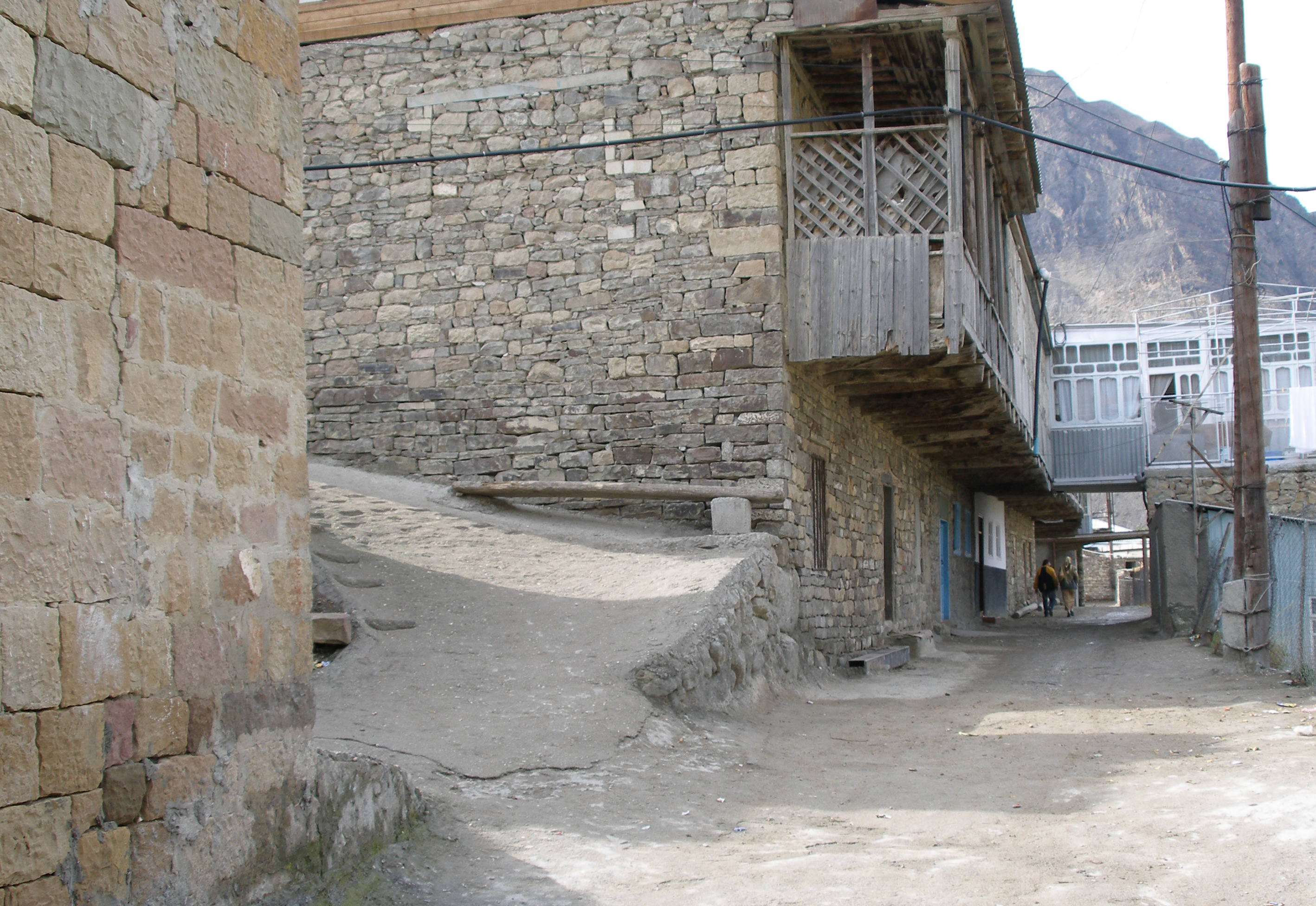
Дом, в котором жил Гамзат Цадаса

Начало творческого пути относится к 1891 году, его первое стихотворение — «Собака Алибека». Создавал произведения социально-обличительного характера, его стихи, шутки были направлены против различных норм адата, мулл, богачей, торгашей. После Октябрьской революции Гамзат Цадаса выступил как певец новой жизни трудящихся горцев («Октябрь», «Слово старухи в день 8 марта», «Старое и новое», «Сталину», «К мести», «Горные вершины», «Метла адатов» и др.). Первый сборник стихов «Метла адатов» вышел в 1934 году. В том же году «как старейший поэт, любимый широкими массами трудящихся горцев» он стал первым народным поэтом Дагестана.
Гамзат Цадаса — первый автор аварских басен, стихов и сказок для детей. Его песни военных лет, а также сборник патриотических стихов «За Родину» обрели популярность в Дагестане. Гамзат Цадаса — автор драм и комедий «Сапожник», «Встреча в бою», «Женитьба Кадалава». Значительное место в творчестве поэта занимают стихотворные сказки («Слон и муравей», «Сказка о зайце и льве» и др.) и басни («Мечтатель пастух», «Язык мой — враг мой» и др.). В последние годы жизни он написал пьесы «Сундук бедствий», «Встреча в бою», «Хазина» и др., исторические поэмы «Поздравление товарищу Сталину в день его семидесятилетия», «Моя жизнь», «Сказание о чабане». Творчество поэта связано с аварским фольклором. Цадаса переводил на аварский язык произведения А. С. Пушкина.

## Фильмография
По сказкам Гамзата Цадаса сняты мультипликационные фильмы:
- Слон и муравей (1948)
- Лев и заяц (1949)

## Награды и премии
- Сталинская премия второй степени (1951) — за сборник стихов «Избранное» («Сказание о чабане») (1950)
- орден Ленина (22.02.1944) — в ознаменование 50-летия творческой деятельности
- орден Ленина (1947) — к 70-летию со дня рождения
- орден Трудового Красного Знамени (31.01.1939)
- медаль «За оборону Кавказа»
- медаль «За доблестный труд в Великой Отечественной войне 1941—1945 гг.»
- народный поэт Дагестанской АССР (1934)
- Почётные грамоты Президиума ВС ДАССР

## Память

Памятник Гамзату Цадаса в Махачкале

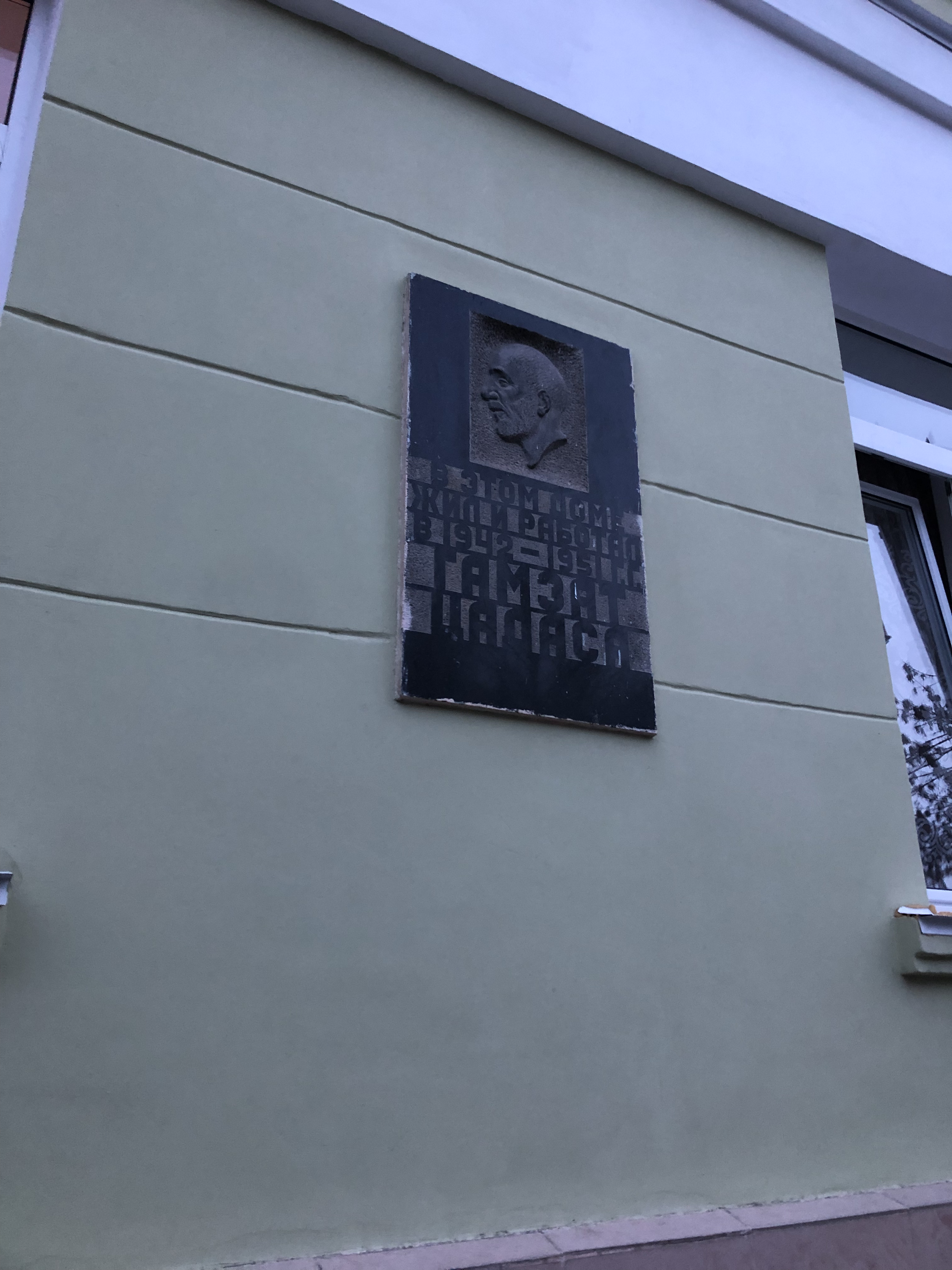
Мемориальная доска Гамзату Цадаса в Махачкале

- В г. Кизилюрт Республики Дагестан есть улица, названная в честь Гамзата Цадаса.
- В 1967 году в ауле Цада открыт музей Гамзата Цадаса[10].
- Аварский музыкально-драматический театр имени Гамзата Цадаса
- В 1970-е годы народный художник Дагестана Салават Салаватов написал серию портретов Гамзата Цадаса[11].

## Переводы на русский язык
- Гамзат Цадаса. Горные вершины. — М., Советский писатель, 1947
- Гамзат Цадаса. Избранное. — М., Советский писатель, 1950
- Гамзат Цадаса. Избранное. — М., Советский писатель, 1951
- Гамзат Цадаса. Стихи. Сказки. Басни. Перевод с аварского Н. Гребнева, Я. Козловского, Семёна Липкина, В. Потаповой, Демьяна Бедного, С.Обрадовича. Художник Н.Каплан.— Государственное издательство детской литературы, М., 1952. — 96 с.
- Гамзат Цадаса. Избранное. — М., Гослитиздат, 1955.
- Гамзат Цадаса. Стихотворения и поэмы.— Л., Советский писатель, 1958. — 304 с., 5 000 экз. (Библиотека поэта. Большая серия).
- Гамзат Цадаса. Избранное. — М., Советская Россия, 1973. (Поэтическая Россия)
- Гамзат Цадаса. Избранное. Перевод с аварского Н. Гребнева, Д. Голубкова, А. Глобы, Я. Козловского, Семёна Липкина, Ю. М. Нейман, Т. Стрешневой, Л. Пеньковского, В. Казина, Н. С. Тихонова. — М., Художественная литература, 1977. — 404 с.
- Гамзат Цадаса. Стихотворения и поэмы. — Л., Советский писатель, 1978. — 496 с., 50 000 экз. (Библиотека поэта. Малая серия).